# مدافع
مدافع (به انگلیسی: Defender) بازیکنی است که در پشت هافبک‌ها ایفای نقش می‌کند و مهم‌ترین و اولین هدفش پشتیبانی از دروازه‌بان است. وظیفهٔ اولیهٔ او جلوگیری از گلزنی مهاجمان و دیگر بازیکنان تیم حریف است. به‌طور عمده در فوتبال مدرن چهار نوع مدافع تعریف می‌شود: مدافع میانی (به انگلیسی: Centre-back)، مدافع پوششی (به انگلیسی: Full-back)، مدافع جلوزن (به انگلیسی: Sweeper) و مدافع کناری (به انگلیسی: Wing-back) که در واقع می‌توان به نوعی مدافع جلوزن و کناری را به‌ترتیب نمونه پیشرفته‌تر مدافع میانی و پوششی دانست. استفاده از مدافع میانی و پوششی در فوتبال مدرن تقریباً ضروری است در حالی که جلوزن و مدافع کناری فقط در برخی از سیستم‌ها یا برخی از زمان‌های بازی استفاده می‌شوند.

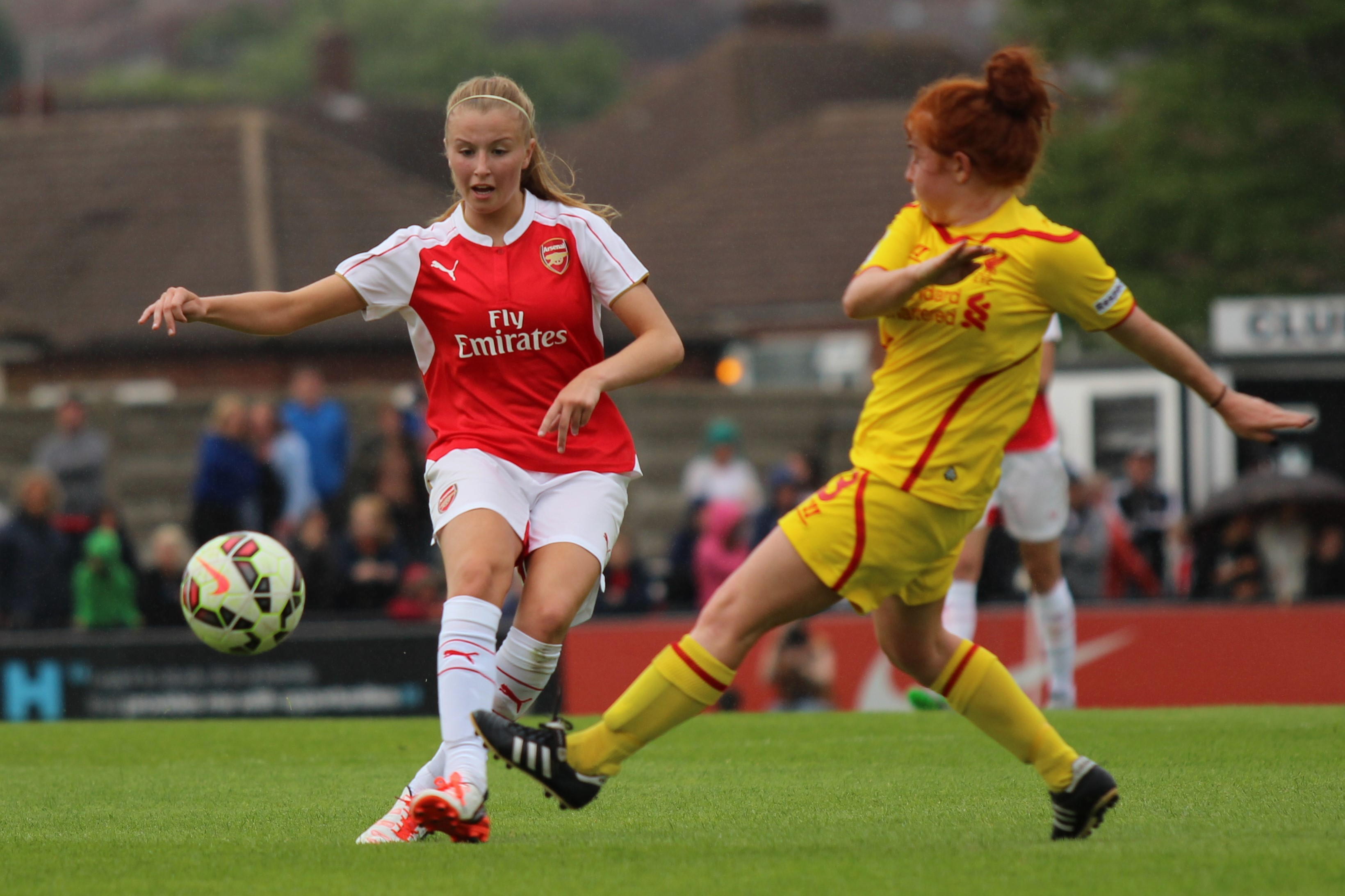
لیا ویلیامسون، کاپیتان تیم زنان انگلیس (چپ)، مدافع آرسنال است.

## مدافع میانی

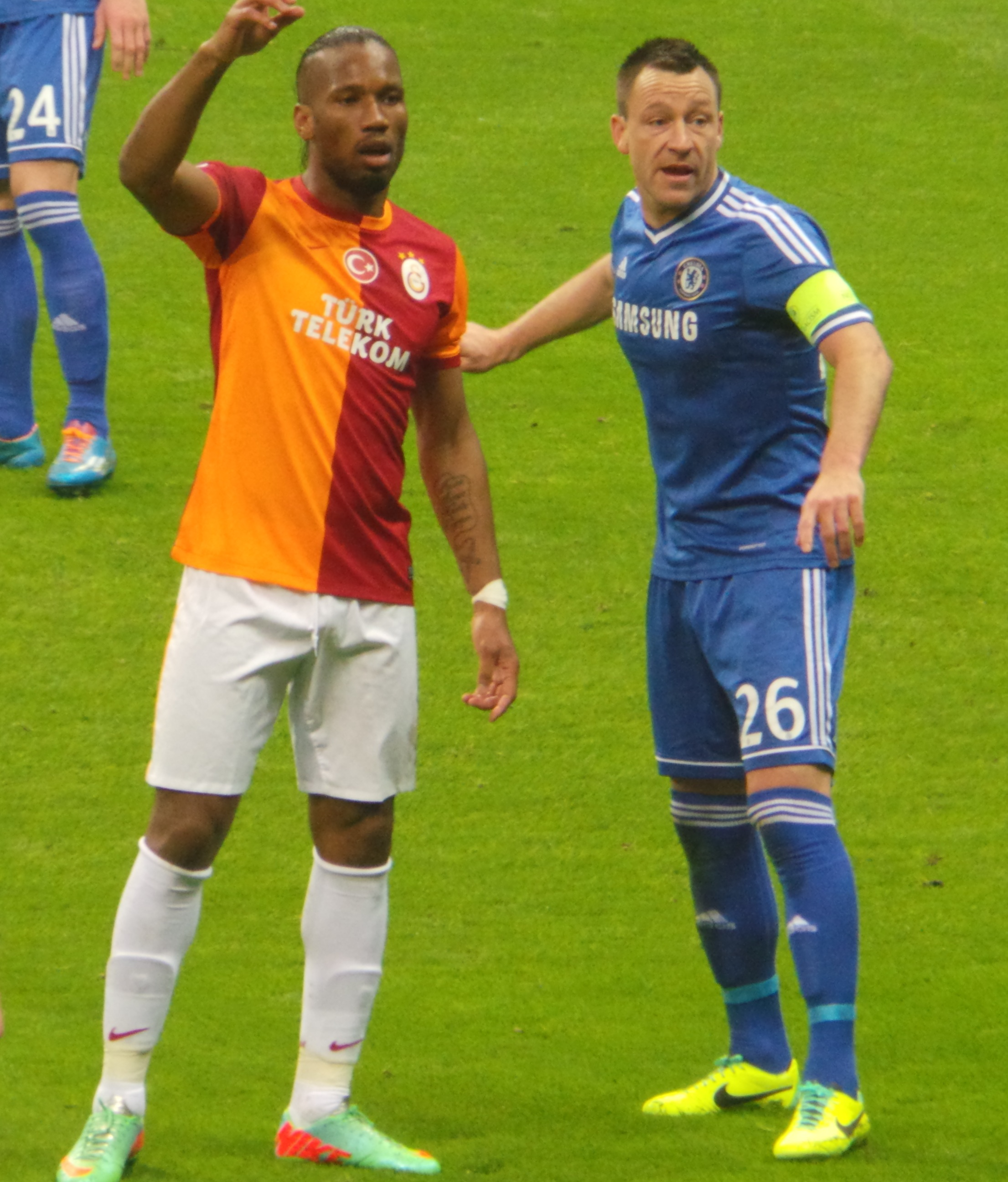
جان تری (با لباس آبی) به عنوان یک مدافع میانی در حال یارگیری مهاجم نوک حریف (دروگبا)

مدافع میانی یا دفاع وسط یا دفاع آخر بازیکنی است که وظیفه اصلی آن، ناکام گذاشتن بازیکنان رقیب، به‌ویژه مهاجم اول (مهاجم نوک) در گل‌زنی است که وی این کار را با استفاده از جلوگیری از شوت‌زنی و پاس‌کاری، ایجاد مزاحمت و یارگیری انجام می‌دهد.
از آن‌جا که در فاز دفاعی، مدافع میانی نزدیک‌ترین بازیکن (غیر از دروازه‌بان) به دروازه است در آفسایدگیری و هدایت تیم از عقب، نقش مهمی دارد، بنابراین یک مدافع میانی می‌تواند خط دفاعی را با خود همراه کند، در مواقع آفسایدگیری آن را جلو بیاورد یا هنگامی که تیم مقابل در فاز هجومی قرار دارد، خط دفاعی را به دروازه خودی نزدیک کند.
هنگامی که توپ به مدافع میانی می‌رسد، بسته به موقعیتی که در آن قرار دارد یا به زیر توپ می‌زند یا با پاس‌های کوتاه هم‌تیمی‌های خود را صاحب توپ می‌کند، چنانچه حمله تیم حریف گسترده و با نفرات زیاد باشد احتمالاً به زیر توپ خواهد زد ولی اگر بخواهد یک ضد حمله را شروع کند به بازیکنان دیگر پاس خواهد داد.
در جریان معمول بازی گل زدن یک مدافع میانی، کمی دور از انتظار است، با این حال ممکن است مدافع میانی‌ها روی ضربات کرنر یا دیگر توپ‌های ارسالی به گل برسند یا ممکن است خودشان زننده ضربه ایستگاهی یا پنالتی باشند که منجر به گل شود.
در فوتبال مدرن امروز معمولاً از دو یا سه مدافع به عنوان مدافع میانی استفاده می‌شود، به عنوان مثال در سیستم‌های ۴-۲-۳-۱، ۴-۳-۳، و ۴-۴-۲ همواره از دو مدافع میانی استفاده می‌شود.
همچنین به‌طور کلی دو راهبرد اصلی دفاعی برای مدافع میانی‌ها وجود دارد:
- دفاع منطقه‌ای:که طی آن هر مدافع میانی عهده‌دار قسمتی از ناحیه زمین خودی می‌شود.
- دفاع نفر به نفر: که طی آن هر مدافع میانی عهده‌دار خنثی‌سازی حرکات یکی از بازیکنان رقیب می‌شود.

## مدافع جلوزن

سیستم ۲-۳-۵ که شامل مدافع میانی، جلوزن و مدافع کناری است

سیستم ۲-۴-۴ که شامل مدافع میانی و مدافع کناری است.

مدافع جلوزن یا سوییپر یا لیبرو مدافع‌ای است که معمولاً در فضای بین مدافع میانی و دروازه‌بان را پوشش می‌دهد، و دارای قد بلند و قدرت بدنی بالاست و وظیفهٔ اصلی آن دور کردن ضربات و پاس‌های مهاجمین حریف است. این پست احتمالاً برای نخستین بار در سیستم کاتناچیو که در دههٔ ۶۰ و در ایتالیا بنیان‌گذاری شده است، استفاده شده است که طی آن سوییپرهای کاملاً دفاعی در اطراف محوطه جریمه به بازپس‌گیری توپ‌های لو رفته، رویارویی با مهاجمان حریف (که از خط دفاع عبور کرده‌اند) و در صورت لزوم دابل مارک کردن (اضافه شد به مدافعین برای ایجاد موقعیت دو به یک) می‌پرداختند و از آن‌جا که آزادی عمل بیشتری نسبت بازیکنانی که یارگیری می‌کردند، داشتند به بازیکن این پست لیبرو (به ایتالیایی: libero) هم می‌گویند که در زبان ایتالیایی یک واژه به معنی «آزاد» است. خود واژه سوییپر (به انگلیسی: Sweeper) نیز در زبان انگلیسی به معنی «رفتگر» است که نشان می‌دهد این بازیکن مسئول دفع توپ از اطراف محوطه جریمه است.
به‌دلیل منطقه بازی بازیکن سوییپر، انتظار می‌رود بتواند یک ضدحمله را پی‌ریزی کند، به‌همین علت باید توانایی‌هایی از جمله حفظ توپ و دقت پاس بهتری نسبت به مدافعان میانی که بیشتر توانایی آن‌ها به کارهای دفاعی محدود می‌شود داشته‌باشد.
از جمله سرشناس‌ترین بازیکنانی که در این پست بازی کرده‌اند می‌توان به فرانتس بکن‌باوئر، گائتانو شیره‌آ، فرانکو بارزی و ماتیاس سامر اشاره کرد. همچنین نمونه بارز استفاده از سوییپر در فوتبال مدرن، اتو ریهاگل است که توانست با استفاده از ترایانوس دلاس به‌عنوان سوییپر در تیم ملی فوتبال یونان به قهرمانی در جام ملت‌های اروپا ۲۰۰۴ برسد.

## مدافع پوششی
مدافع پوششی بازیکنی است که منطقه گسترده‌ای از دفاع را پوشش می‌دهد ولی بیشتر به کناره‌ها تمایل دارد. تعداد و نحوهٔ عملکرد مدافعان پوششی کاملاً وابسته به سیستم مورد استفاده و شرایط بازی است ولی معمولاً از دو مدافع پوششی در دو سمت دفاع استفاده می‌شود که وظیفه اصلی آن‌ها مانع شدن از عبور توپ و ارسال آن توسط بازیکنان تیم مقابل روی محوطه جریمه است.

## مدافع کناری

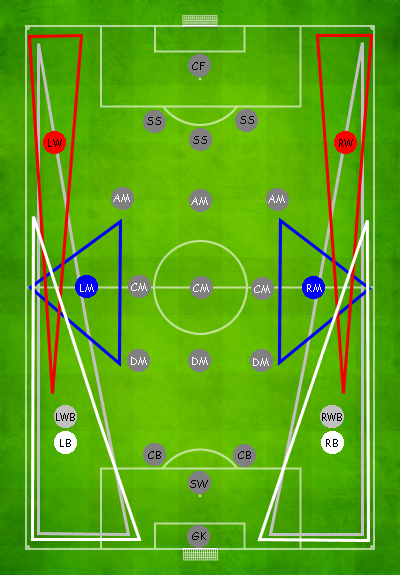
سیستم کارکرد مدافعان کناری

مدافع کناری (به انگلیسی: Full-back) که به دو دسته مدافع راست و مدافع چپ تقسیم‌بندی می‌شود بازیکنی است که دو طرف دفاع را به‌طور تخصصی پوشش می‌دهد و حتی می‌توان آن را به‌نوعی همان مدافع پوششی با اختیارات و وظایف بیشتر دانست به همین دلیل معمولاً به‌طور همزمان از مدافعین پوششی و کناری تخصصی استفاده نمی‌شود (مثلاً در سیستم ۴-۴-۲ یا ۵-۳-۲ در تصویر). مدافع کناری نسبت به سایر مدافعان باید از قدرت تهاجمی بیشتری برخوردار باشد تا بتواند در مواقعی که تیم به گل نیاز دارد به هافبک‌های کناری و وینگرها کمک کند یا جای آن‌ها بازی کند، همچنین بتواند از نفوذهای بازیکنان کناری تیم حریف جلوگیری کند، به‌همین دلیل باید میزان دوندگی زیادی داشته باشد و مدام طول زمین را طی کند.
به عنوان نمونه ژوآئو کانسلو، کایل واکر، آلفونسو دیویس، ترنت الکساندر آرنولد و اندی رابرتسون که از بهترین مدافع های کناری هستند

## بال تدافعی
بال تدافعی (به انگلیسی: Wing-back) شکلی مدرن از پست فول بک با وظایف تهاجمی بیشتر نسبت به آن است. آنها در هنگام حمله به مهاجمان اضافه شده و از کناره‌ها حرکت کرده و سانتر می‌کنند. البته وظایف دفاعی آنها در رابطه با جلوگیری از حمله بازیکنان کناری حریف پابرجاست. بال تدافعی یکی از فیزیکی‌ترین پست‌های فوتبال است.
به عنوان مثال ترنت الکساندر آرنولد